# Archiearis treitschkei
Archiearis treitschkei är en fjärilsart som beskrevs av Louis Beethoven Prout 1912. Archiearis treitschkei ingår i släktet Archiearis och familjen mätare. Inga underarter finns listade i Catalogue of Life.